# アルティメット (映画)
『アルティメット』（原題: Banlieue 13, 英題: District 13）は、2004年のフランスのアクション映画。スタントマンやCGなしの映画である。

## ストーリー
近未来のフランス。パリの一角に、犯罪者を壁で囲い込んだ危険地域13区が存在した。13区の住人レイトは、麻薬の蔓延を嫌い、犯罪組織から奪った麻薬を下水に流した。組織の首領タハは、報復としてレイトの姉ローラを拉致した。しかし、レイトの返り討ちに合い、タハは捕らわれた。警察にタハを引き渡すレイト。しかし、13区の警察はタハと手を組んでいた。レイトは逮捕され、ローラはタハに連れ去られた。
半年後、タハは高性能のロケット爆弾を盗み、24時間後に爆発する起爆タイマーが作動してしまった。ロケットを発射されればパリ中心部が破壊される。国防長官は、優秀な捜査官ダミアンに爆弾のタイマー解除を命じた。ダミアンは、13区に詳しいレイトの協力を得るために、囚人を装ってレイトの乗る護送車を奪取した。
実は国防長官がダミアンに知らせた解除コードは、打ち込めば逆に、その場で爆弾が起爆する仕組みだった。全ては13区を破壊したい国防長官の罠だったのだ。それに気づいたレイトは、解除を急ぐダミアンを力尽くで阻止するのだった。

## キャスト
| 役名                 | 俳優                 | 日本語吹き替え                                                                                            |
| -------------------- | -------------------- | --- |
| レイト               | ダヴィッド・ベル     | 加瀬康之                                                                                                  |
| ダミアン             | シリル・ラファエリ   | 志村知幸                                                                                                  |
| タハ                 | ラルビ・ナセリ       | 家中宏 |
| K2                   | トニー・ダマリオ     | 江川央生                                                                                                  |
| ローラ               | ダニー・ヴェリッシモ | 雪野五月                                                                                                  |
| クルゲール           | フランソワ・シャト   | 石井康嗣                                                                                                  |
| その他               | N/A                  | 稲葉実、辻親八 花輪英司、青山穣 津田英佑、乃村健次 間宮康弘、佐藤美一 星野貴紀、最上嗣生 原田晃、久行敬子 |
| 日本語版制作スタッフ |                      | |
| プロデューサー       | プロデューサー       | 今井淑恵（アスミック・エース）                                                                            |
| 演出                 | 演出                 | 久保宗一郎                                                                                                |
| 字幕翻訳             | 字幕翻訳             | 松岡葉子                                                                                                  |
| 吹替翻訳             | 吹替翻訳             | 野口尊子                                                                                                  |
| 録音・調整           | 録音・調整           | 高久孝雄（オムニバス・ジャパン）                                                                          |
| 制作担当             | 制作担当             | 小林見菜子（東北新社）                                                                                    |
| 日本語版制作         | 日本語版制作         | アスミック・エース・エンタテインメント (株)東北新社                                                       |